# محكمة الكنغر

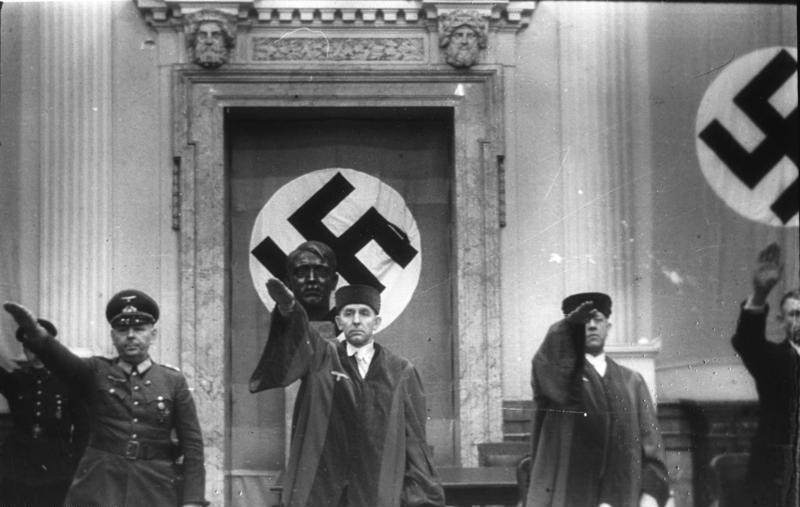

محكمة الكنغر هي محكمة قضائية أو جمعية تتجاهل بشكل صارخ القوانين المعترف بها ومبادئ العدالة. غالباً ما تحمل صفة رسمية ضئيلة أو معدومة في الأماكن التي تقام فيها. يعرفها معجم مريام ويبيستر على انها «محكمة صورية يتم فيها تجاهل مبادئ القانون والعدالة». قد يتم تطبيق هذا المصطلح أيضاً على المحاكم التي تعقد من قبل السلطة القضائية المشروعة التي تتجاهل فيها المحكمة عمداً أي التزامات قانونية أو اخلاقية.
غالباً ما تقام محكمة الكنغر لإعطاء المحاكمة مظهر العدالة والانصاف، على الرغم من ان الحكم غالباً ما يكون قد قرر قبل بدء المحاكمة. عادة ما يتم إدارة هذة المحاكم من قبل الحكومات الاستبدادية، ويمكن ايضاً ان توجد في الأماكن الريفية التي يكون فيها سلطة نفاذ القوانين الشرعية محدود. محاكم الكنغر لا تزال شائعة في مناطق الريف الهندي، حيث يشار اليها باسم «كاب بانشايات».

## أصل التسمية
هناك جدل حول أصل تسمية محكمة الكنغر، ولكن هناك بعض المصادر تشير إلى أن المصطلح قد شاع وذاع صيته خلال الفترة التي تُعرف باندفاع الذهب في كاليفورنيا أو «كاليفورنيا جولد رش» وذلك عام 1849م، جنباً إلى جنب مع محكمة الفرس. في الظاهر، أتى المصطلح من فكرة إجراء العدالة «على شكل قفزات», مثل قفزات الكنغر. هناك تفسير اخر محتمل وهو ان العبارة يمكن إلى أن تشير إلى جراب الكنغر، مما يعني ان المحكمة في جيب شخص ما. هذه العبارة لها شعبية في كلٍ من الولايات المتحدة وأستراليا ونيوزيلندا وما زالت شائعة الاستخدام حتى يومنا هذا. مصدر آخر يعود إلى عام 1970م يقول ان الكلمة مشتقة من المحاكم الأسترالية في الوقت التي كانت فيه مستعمرة.

## في الإجراءات الرياضية الرسمية
يستخدم هذا المصطلح أحياناً دون أي دلالة سلبية. على سبيل المثال، العديد من الفرق في دوري البيسبول الأمريكي لها محاكم كنغر لمعاقبة اللاعبين الذين يقعون في الأخطاء، كالتأخر عن حضور المباريات وعدم ارتداء الزي الرسمي المناسب وغيرها من الأخطاء. تُحصّل جميع الغرامات التي جمعت عن طريق المحكمة، وفي آخر العام يتم إعطاؤها للجمعيات الخيرية. يجوز أيضاً للمنظمة أن تستخدم هذا المال لصالح أحد الفرق في نهاية العام.